# Ermita de San Martín de Mata
La ermita de San Martín de Mata está situada en el NE del término municipal de Mataró, en el vecindario de Mata, casi lindando con el término municipal de Llavaneras, en la vertiente meridional del litoral.

## Historia
Capilla rural que en la Edad Media tuvo funciones de parroquia de la población dispersa del vecindario. Jurídicamente, dependía del castillo de Mataró y eclesiásticamente, era sufragánea de Santa María de «Civitas fractos » o de Mataró. La primera mención de una capilla dedicada a San Martín es del año 878. El topónimo Mata aparece el 963. La capilla aparece en varios documentos de los siglos XI y XII en afrontacions de terrenos. El 1065, Berenguer Armengol lega a la iglesia de San Martín de Mata el trigo que allí tenía. El año 1096 parece que ya consta como sufragánea de Santa María de Mataró. El juez Ramón Guinart en su testamento lega a la iglesia dos onzas para luz, un antifonario y un himnario y es destacable la donación de unas tierras con viñedos y olivos hechas por el obispo Oleguer de Barcelona a Ramón Mir en Santa María «Civitas fractos », Sant Andreu de Llavaneres y Sant Martí de Mata. 
Este templo fue llamado, durante un tiempo, Santa María de Mata (mencionado en 1345), seguramente por la imagen de la Virgen que había en el altar, junto a la de San Martín. Hay varias reformas documentadas. En 1581, en 1767 según una inscripción en la pared lateral «AÑO MDCCLXVII SE remendar » en que se construyó el altar barroco.
En 1926 se derrumbó parte del techo y el altar barroco ofrecía un aspecto lastimoso. En 1933 se encontraba en estado ruinoso, sin cubierta y las paredes a punto de caer. El propietario, Pablo Schleicher consolidó y rehacer el tejado. Otras personas del vecindario y la Agrupación Científico-excursionista de Mataró colaboraron en restaurar el retablo barroco que, con las imágenes, fue quemado durante la  guerra civil (1936-1939). En 1955 se rehicieron las paredes, el tejado, el pavimento y el ahora de piedra del altar. El arqueólogo Marià Ribas y Bertran hay realizó excavaciones. En 1976, en una zona adyacente, se encontraron varios entierro los que solo se documentaron.

## Arquitectura
Edificio de planta rectangular de 13, 5 m X 6,5 m. Una de las fachadas laterales está protegida por tres contrafuertes y entre ellos está la puerta de entrada de  punto redondo  adovelada y una ventanilla  aspillerada abierta en un solo bloque de piedra. Está cubierto por un tejado de dos vertientes y el techo está formado por un envigado de madera. En un extremo del edificio hay una pequeña espadaña con una sola campana. Las paredes son de mampostería, con piedras de varios tamaños, restos de cerámica y algún sillar y está trabado a, b mortero de cal y arena. Las cadenas de los ángulos son formadas por sillares medianos y grandes trabados con argamasa.
En los siglos IX-X se debía edificar el templo que conocemos y que, en esencia, ha llegado a nuestros días.